# Балатонбоглар
Балатонбоглар (угор. Balatonboglár) — місто на заході Угорщині у медьє Шомодь. Символом міста є вежа Ксантуша на вершині пагорба над Балатонбогларом, названа на честь біолога Яноша Ксантуша.

## Історія
Цей регіон заселений протягом більше шести тисяч років. Перша письмова згадка датується 1211 роком. Перша купальна асоціація була створена в 1904 році і Балатонбоглар був оголошений лікарським бальнеологічним курортом у 1912 році. Балатонбоглар і Балатонлелле були об'єднані в Богларлеле з 1979 до 1991 року.

## Туризм
Містечко розташоване на південному узбережжі майже 80-ти кілометрової берегової лінії озера Балатон і може зачарувати різними способами як сім'ї, які приїхали відпочивати з дітьми, так і моряків і справжніх любителів живої природи.
У місті знаходиться Платанстранд (Platan-strand) — найбільший пляж на озері Балатон, він має розмір 10 футбольних полів. Берег озера Балатон поступово веде в воду, і через маленьку глибину в цій частині озера вода влітку нагрівається швидко, що робить відпочинок на цьому березі особливо приємним. У відпочивальників є можливість пограти в волейбол прямо на пляжі або орендувати катамаран або човен для водної прогулянки. На березі є також кілька тенісних кортів.
У липні кожного року в Балатонбогларі проходить велика подія — аматорські плавці збираються разом, щоб взяти участь в запливі через озеро Балатон. Це 5,2-кілометровий маршрут між Балатонбогларом і містечком Ревфюлеп на північному березі Балатону.
Інша значуща подія, що відбувається в Балатонбогларі — це Богларский винний фестиваль (Boglar Wine Festival), який є одним з найбільших винних фестивалів в країні. З 1987 року Балатонбоглар прийнято вважати «міжнародним містом винограду і вина». У Балатонбогларі є близько 3500 гектарів виноградників. А на додаток до ринку, де можна придбати відоме вино та інші сувеніри, що нагадують про регіон озера Балатон, відпочиваючим буде цікаво подивитися і взяти участь у величезній розважальній програмі з феєрверком і барвистою процесією через вулиці Балатонбоглар.
Серед інших визначних пам'яток, які ідеально підійдуть для відвідування під час дощових днів, знаходяться Червона і Синя Каплиці. Обидві церкви — одна протестантська, інша — католицька, були побудовані в XIX-му столітті, а тепер використовуються для проведення виставок.
Тих, хто надає перевагу подорожам пішки, Балатонбоглар запрошує відвідати заповідник, де розташована маленька сферична вежа для спостереження.

## Демографія
Згідно з переписом 2001 року 96,0 % населення становлять угорці, німці 0,4 %. Релігійний склад: католики 74,2 %, греко-католики 0,5 %, протестанти 6,6 %, євангелісти 2,9 %, 0,4 % сповідують інші релігії, атеїсти 5,2 %.